# Fico de Udine (pera)
Fico de Udine ( en España conocida como 'Fico de Udini' en la E. E. Aula Dei) es el nombre de una variedad cultivar de pera europea Pyrus communis. Esta pera está cultivada en la colección de la Estación Experimental Aula Dei (Zaragoza). Fruta milenaria típica de la zona de Friuli-Venecia Julia es única. Las frutas tienen pulpa de color blanco amarillento, licoroso, azucarado, jugoso y dulce.

## Sinonimia
- "Pero fico del Friuli",
- "Fico de Udine e Gorizia".[5]

## Historia
El cultivo de la pera 'Fico de Udine' (con forma parecida a un higo) en la primera mitad del siglo XX estaba bastante extendido en la zona de Friuli-Venecia Julia, gracias a sus excelentes características organolépticas, su gran aroma, su resistencia al transporte, y su precocidad (madura en la primera y segunda decena de agosto). Sin embargo, 'Fico de Udine' no resistió el desafío de la productividad de otras especies comerciales, después de la Segunda Guerra Mundial, el cultivo se abandonó gradualmente en favor de la pera Williams, más productiva y con mejores canales de distribución comercial por toda Europa.
Actualmente en Friuli quedan pocas plantas de 'Fico de Udine', no siempre en buenas condiciones sanitarias en algunas localidades de las colinas morrenas, de los primeros relieves de los Prealpes Julianos, Collio, y Tolmezzino. Un fruticultor de Orzano, amante de las antiguas variedades friulanas, ha conservado algunos árboles jóvenes injertados, para intentar su recuperación y evitar una pérdida irremediable.
La pera 'Fico de Udine' está cultivada en diversos bancos de germoplasma de cultivos vivos tales como en la colección de la Estación Experimental Aula Dei (Zaragoza) con nombre de accesión 'Fico de Udini'.
Precisamente para preservar el gran aroma de la pulpa, Pietro Martinis de Gorizia cruzó el 'Fico de Udine' y 'Williams' creando la nueva variedad “Decana del Friuli”.

## Características
'Fico de Udini' es un árbol de extensión erguido, y se forman espolones fácilmente, de vigor moderado. Los botones florales pueden aguantar las heladas tardías. Tiene un tiempo de floración que comienza a partir del 20 de abril con el 10% de floración, para el 25 de abril tiene una floración completa (80%), y para el 2 de mayo tiene un 90% caída de pétalos. El tubo del cáliz pequeño en forma de embudo con conducto de longitud variable.
'Fico de Udini' tiene una talla de fruto de pequeño a medio; forma esferoidal aplastada con una prolongación apuntada hacia el pedúnculo, confundiéndose con la base de éste, simétrica o ligeramente asimétrica, contorno muy irregular, con nervaduras débiles; Archivado el 19 de septiembre de 2015 en Wayback Machine. piel lisa, suave, mate por estar empañada por un leve polvillo blanquecino; epidermis con color de fondo amarillo verdoso o dorado con chapa más o menos intensa y extensa que pasa de sonrosada a carmín vivo, no uniforme, presentando un punteado fino con aureola casi imperceptible, verdosa o carmín según esté situado sobre fondo o chapa, "russeting" (pardeamiento áspero superficial que presentan algunas variedades) muy débil (1-25%); cavidad del cáliz amplia, poco profunda, suavemente ondulada, el ojo mediano, abierto o semicerrado, forma irregular; sépalos triangulares, anchos, carnosos en la base, posición muy variada, erecto, convergente o doblado hacia afuera; pedúnculo corto o muy corto, grueso, ensanchado en su extremo superior y muy ensanchado y carnoso en la base, como prolongación del fruto y sin poderse precisar donde empieza uno y otro, recto, implantado derecho o ligeramente oblicuo, cavidad del pedúnculo nula.
Las peras 'Fico de Udini' tienen pulpa blanca amarillenta, de textura blanda, muy fina y licuescente, excepto granulosa junto al corazón, con un sabor dulce, licoroso, refrescante, muy bueno. Corazón mediano, ancho, rodeado de piedras. Eje abierto, ancho en la parte superior estrechándose hacia el ojo, interior ligeramente lanoso. Celdillas cortas, situadas muy altas. Semillas pequeñas, elíptico-redondeadas, con la punta de inserción ancha, color castaño muy oscuro, casi negras.
Madura en la primera quincena de agosto. La pera debe ser recolectada mejor cuando aún esta verde y relativamente dura. Madura en pocos días.